# Uwe Czubatynski
Uwe Czubatynski (* 2. Mai 1965 in Perleberg) ist ein deutscher evangelischer Pfarrer und Bibliothekar.

## Leben
Czubatynski studierte von 1983 bis 1988 Theologie in Berlin und Erfurt. Nach der Ordination 1990 war er Assistent für Kirchengeschichte in Berlin. Nach der Ausbildung zum wissenschaftlichen Bibliothekar war er seit 1994 Pfarrer in der Kurstadt Bad Wilsnack. Nach der Promotion zum Dr. theol. an der Humboldt-Universität zu Berlin 1995 bei Kurt-Victor Selge und Rudolf Mau wechselte er 2000 auf eine Pfarrstelle in Rühstädt. Von 2007 bis 2022 war er Archivar des Domstifts Brandenburg, anschließend für das Landeskirchliche Archiv in Berlin.
Czubatynski ist Mitglied der Brandenburgischen Historischen Kommission und seit 1999 Vorsitzender des Vereins für Geschichte der Prignitz. Seit 2024 repräsentiert er als Präsident die Stiftung Mitteldeutscher Kulturrat.

## Schriften (Auswahl)
- Armaria ecclesiae. Studien zur Geschichte des kirchlichen Bibliothekswesens. Neustadt an der Aisch 1998, ISBN 3-7686-4150-3.
- Das kirchliche Archivwesen in Deutschland. Eine Literaturübersicht für Archivare, Historiker und Genealogen. Rühstädt 2005, 2., erw. Aufl., (elektronische Ressource; PDF-Datei).
- Evangelisches Pfarrerbuch für die Altmark. Rühstädt 2006, (PDF-Datei).
- Kirchengeschichte und Landesgeschichte. Gesammelte Aufsätze. 3., ergänzte Aufl. Verlag Traugott Bautz, Nordhausen 2007, ISBN 978-3-88309-399-4 (PDF-Datei).
- 700 Jahre Quitzöbel. Beiträge zur Ortsgeschichte auf der Grundlage des Pfarrarchivs. Verlag Traugott Bautz, Nordhausen 2010, (PDF-Datei).
- Berlin, Preußen, Niederlausitz, Personen, Orgeln. Nordhausen 2017, ISBN 3-95948-273-6.
- Die evangelischen Pfarrarchive der Stadt Brandenburg. Findbuch zu den Beständen im Domstiftsarchiv Brandenburg. Berlin 2018, ISBN 3-631-73992-3.
- Das Domstiftsarchiv Brandenburg und seine Bestände. Berlin 2021, ISBN 978-3-8305-5109-6.